# Rede van Brest
De Rede van Brest (Frans: Rade de Brest, Bretons: Lenn-vor Brest) is een rede of baai aan de westkust van het Franse departement Finistère in Bretagne. De oppervlakte is ongeveer 180 km². De haven van Brest en een van de twee Franse marinebases, het Arsenaal van Brest, liggen aan de noordelijke rand. Het is verbonden met de Atlantische Oceaan (hier Iroise genoemd) door de Goulet de Brest, een zeestraat van ongeveer 1,8 km breed. Drie grote rivieren monden uit in de rede: de Penfeld (de stad Brest en de eerste gebouwen van de marinebasis werden op de oevers ervan gebouwd), de Élorn (of rivier van Landerneau) en de Aulne (of rivier van Châteaulin).

## Strategisch belang
Brest is al eeuwenlang een belangrijke militaire haven. De goed verdedigbare rede van Brest heeft dan ook een aantal militaire installaties, bijvoorbeeld:
- Fort du Mengant en het Arsenaal van Brest, aan de noordkant van de baai;
- de onderzeebootbasis van Île Longue, in het zuidwesten;
- de zeevaartschool École navale en de scholenvereniging Poulmic in Lanvéoc;
- de 'marinebegraafplaats' voor schepen in Landévennec.

Men vindt er ook veel overblijfselen van oude militaire forten en andere ruïnes uit voorbije eeuwen, zoals de forten van Portzic, bij Pointe des Espagnols, enz.
Op 3 maart 1685 stopte de schrijver François-Timoléon de Choisy bij Roche Mengant (een rots in het midden van de toegang tot de rede) toen hij op weg was van Brest naar Siam, en had het volgende te zeggen over de verdedigingswerken:
"Dit is een rots bij de toegang tot de wegen; hij ligt precies in het midden van het kanaal; ze willen er een fort bouwen en er een goede batterij op bouwen. Er zijn al veel stenen neergegooid, maar de zee maakt in een kwartier meer kapot dan het zes maanden duurt om neer te leggen. Er wordt gewerkt aan geschutsopstellingen aan weerszijden van de doorgang; de kanonnen zullen kruisvuur geven, maar als er een batterij op de rots in het midden zou staan, zou het onmogelijk zijn voor vijandelijke schepen om de rede binnen te varen, waar meer dan 10.000 schepen veilig zouden zijn."

## Eilanden
- Plougastel-Daoulas
  - Île Ronde
- Logonna-Daoulas
  - Île de la Pointe du Château
  - Îles du Bindy

- Hôpital-Camfrout
  - Île de Tibidy
- Rosnoën
  - Île d'Arun
  - Île de Térénez

- Crozon
  - Île Longue
  - Île du Renard
  - Île Trébéron
  - Île des Morts
  - Île Perdue

## Milieu
Dankzij zijn lay-out herbergt de rede een grote diversiteit aan natuurlijke habitats en een hoog niveau van biodiversiteit. Het omvat ook veel gebieden die van belang zijn voor vogels, verschillende netwerken van habitats en onderwatercorridors en kustgebieden van belang. Deze gebieden zijn sterk aangetast door de menselijke activiteiten in het noordwesten, maar hebben de classificatie van ongeveer de helft van de rede als zone in Natura 2000 gerechtvaardigd.

### Vervuiling
De rijke ecologie van de rede is aangetast door de exploitatie van bepaalde hulpbronnen in het verleden en door de aanwezigheid van een aantal verontreinigende stoffen, waaronder zware metalen en tributyltin, dat werd gebruikt als biocide in anti-aanslagverven. Deze producten zijn nu illegaal, maar ze blijven aanwezig in sedimenten en bepaalde organismen. De producten die ze vervangen hebben voor kleine boten (bv. Diuron en Irgarol) veroorzaken gelijkaardige problemen en werden in 2003-2004 door IFREMER gemeten in niet te verwaarlozen hoeveelheden op de rede.
De rede is ook het slachtoffer van de nawerkingen van oorlog, en in het bijzonder de golven van vervuiling van de Eerste en Tweede Wereldoorlog. Verontreinigende stoffen die vastzitten in ondergedompelde of niet-geëxplodeerde munitie zullen naar verwachting de bestaande vervuiling verergeren, waarbij de eerste grote lekken volgens deskundigen in de jaren 2000-2010 zullen plaatsvinden.